# Kula (województwo pomorskie)
Kula (kaszb. Płoczëce Kùla) – osada w Polsce położona w województwie pomorskim, w powiecie kościerskim, w gminie Lipusz.
Do końca 2015 roku stanowiła część wsi Płocice.